# Festuca griffithiana
Festuca griffithiana är en gräsart som först beskrevs av St.-yves, och fick sitt nu gällande namn av Krivot. Festuca griffithiana ingår i släktet svinglar, och familjen gräs. Inga underarter finns listade i Catalogue of Life.